# Englische Kirche (Hamburg)

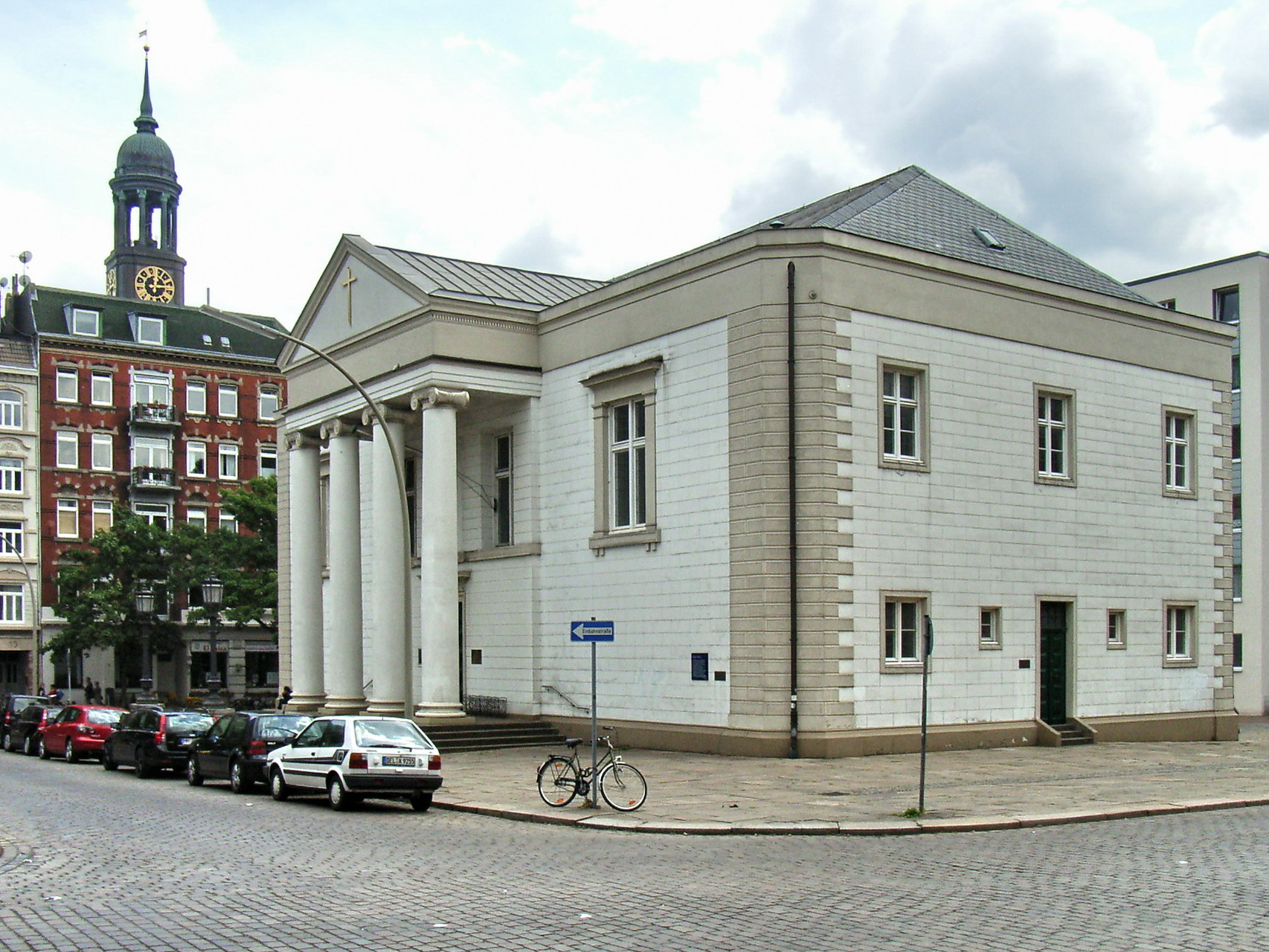
Blick von Nordwesten

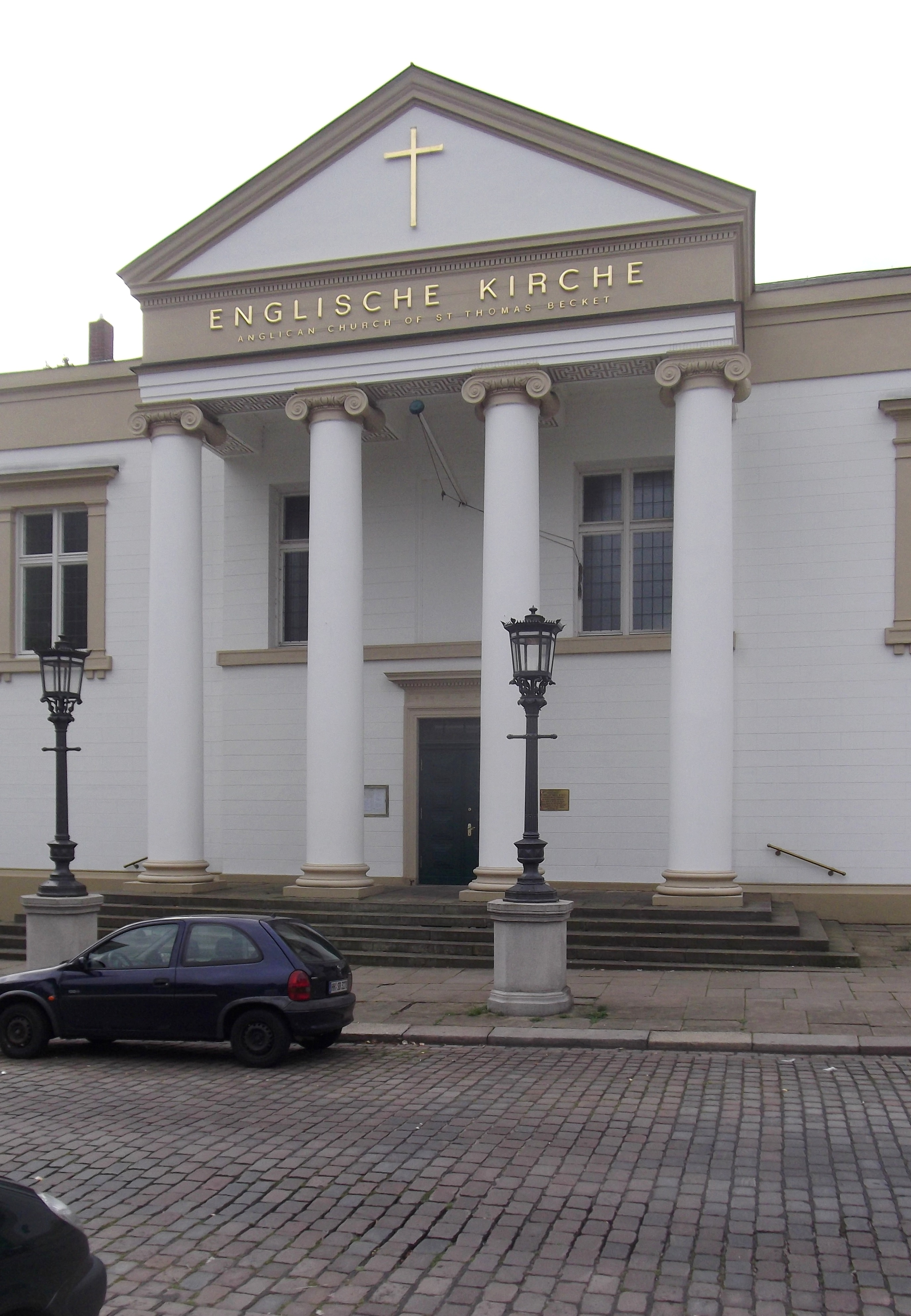
Eingangsportal im Jahr 2015

Die Englische Kirche, eigentlich Church of St Thomas à Becket in der Hamburger Neustadt am Zeughausmarkt ist ein klassizistischer Bau von 1838 ohne Kirchturm und -glocken. Sie wurde 1838 eingeweiht und steht seit 1941 unter Denkmalschutz. Die Kirche ist seit den späten 1940er-Jahren Thomas Becket, dem Erzbischof von Canterbury im 12. Jahrhundert, gewidmet. Über weite Zeiten ihrer Geschichte war die Kirche in Hamburg schlicht als „Englische Kirche“ bekannt, diese Bezeichnung ist bis heute geläufig.

## Die Anglikaner in Hamburg
Die in Hamburg vertretene englische Kaufmannsgilde Merchant Adventurers erreichte nach der Reformation die erste und für lange Zeit einzige Erlaubnis, Gottesdienste ihrer nicht-lutherischen Glaubensgemeinschaft in Hamburg nach eigenem Ritus und in englischer Sprache durchzuführen. Die freie Religionsausübung wurde den Anglikanern offiziell 1611 zugestanden, zur damaligen Zeit eine bedeutsame Ausnahme, die Katholiken beispielsweise erhielten dieses Privileg erst 1811. Dies zeigt, dass dem Rat der Stadt die wirtschaftlichen Vorteile durch die Zusammenarbeit mit Hamburgs großen Handelspartnern wichtiger waren als religiöse Vorbehalte.

## Vorgängerbauten

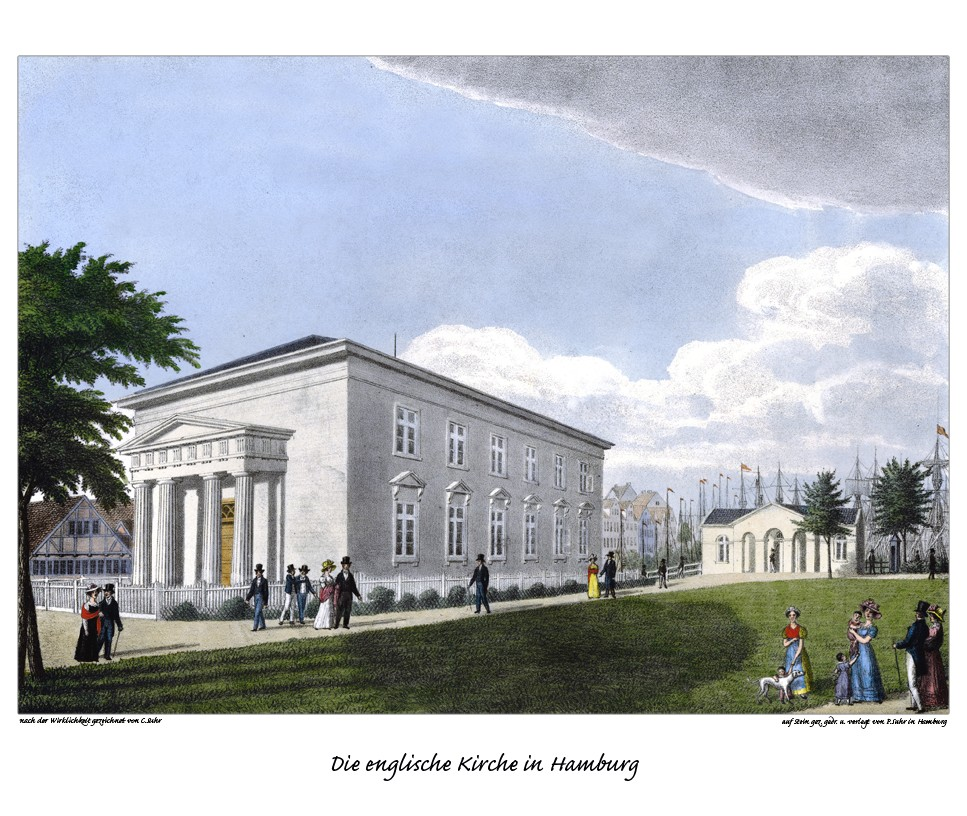
Die Englisch-reformierte Kirche am Johannisbollwerk auf einem Gemälde der Gebrüder Suhr, im Hintergrund sind die Seglermasten im Hafen erkennbar.

Die ersten Andachten fanden in einer Kapelle im „Englischen Haus“ in der Gröningerstraße statt. Während der Hamburger Franzosenzeit wurden die Merchant Adventurers aufgrund der von Napoleon gegen England verhängten Kontinentalsperre enteignet und aus der Stadt vertrieben, kehrten jedoch nach dem Ende der französischen Besetzung zurück. Im 19. Jahrhundert bestanden zeitweilig sogar zwei „englische Kirchen“, nämlich eine englisch-reformierte am Johannisbollwerk und eine englisch-bischöfliche (d. h. anglikanische) am Zeughausmarkt. Beide waren klassizistische Bauten mit einem Portikus am Eingang und werden aufgrund ihrer baulichen Ähnlichkeit zuweilen miteinander verwechselt.

## Die Englische Kirche am Zeughausmarkt

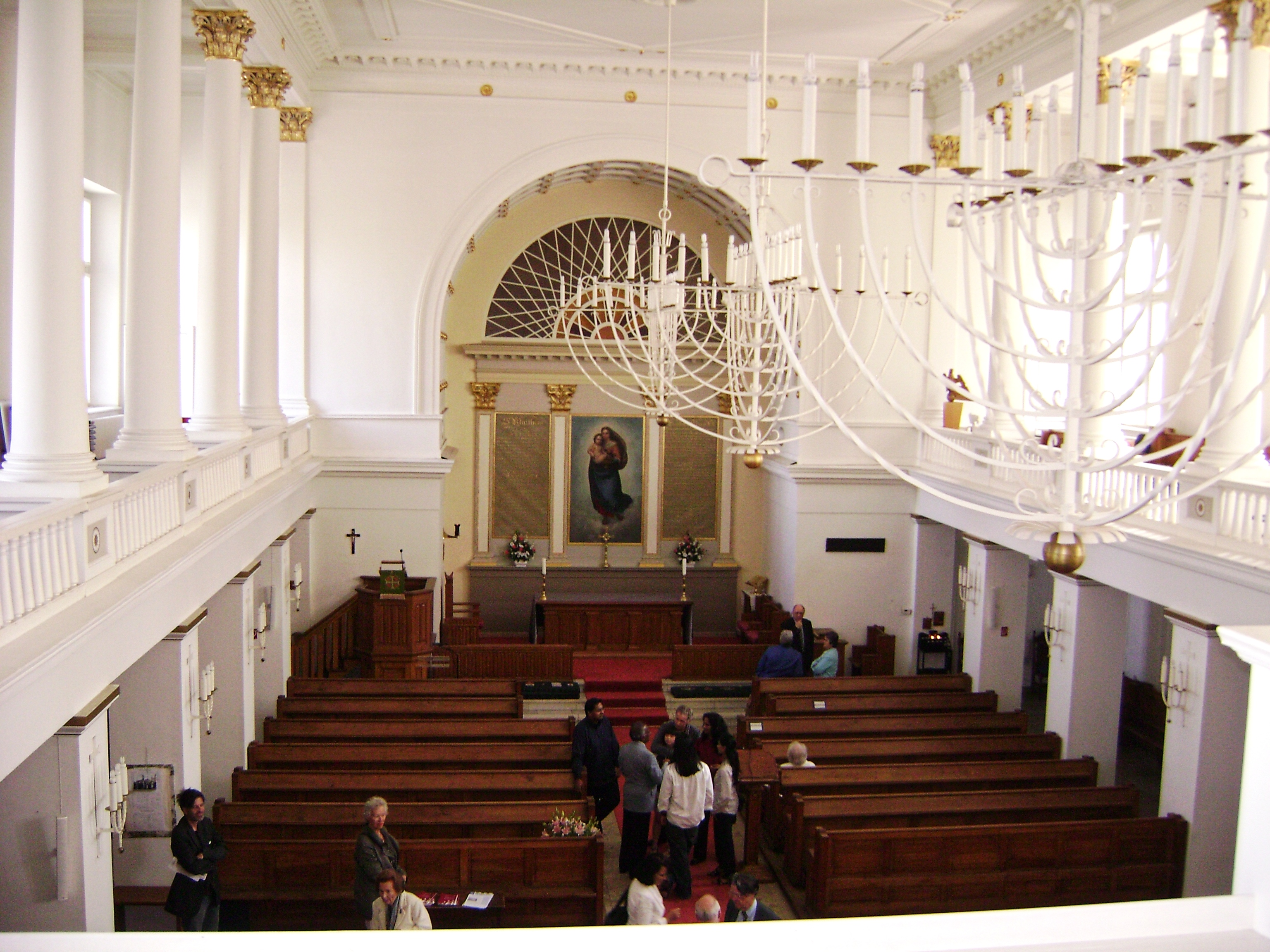
Innenraum

### Gelände am Zeughausmarkt
Auf dem Standort der heutigen Kirche in der Nähe der St.-Michaelis-Kirche befand sich von 1661 bis 1826 das Artillerie-Zeughaus. Im Rahmen der Entfestigung Hamburgs und des Abbruchs der benachbarten Verteidigungsanlagen erhielt der gesamte Platz ab 1823 an der Nord- und der Westseite eine einheitliche klassizistische Bebauung, die heutigen Häuser 33 bis 38 stammen noch aus dieser Zeit. In dieses Baukonzept sollte sich die neue Kirche einfügen.

### Bau der Kirche
Das Kirchengrundstück wurde am 15. April 1835 überschrieben, als Architekten verpflichtete man den Altonaer dänischen Architekten Ole Jörgen Schmidt, einen Schüler von Christian Frederik Hansen. Schmidts Entwurf soll sich an der Schlosskirche von Christiansborg orientiert haben. Die Kirche platzierte man im Mittelpunkt des Ensembles rechtwinklig zur Lage des ehemaligen Zeughauses. Der Bau begann 1836 und konnte am 11. November 1838 eingeweiht werden. Der schlicht gehaltene Putzbau gilt als der reinste klassizistische Kirchenbau im Hamburger Stadtgebiet. Er ist ein 30 m mal 17 m großer quaderförmiger Saalbau, bei dessen Außengestaltung komplett auf typisch sakrale Elemente verzichtet wurde. Die Hauptfassade zum Zeughausmarkt wird mit einem von vier ionischen Säulen getragenen Portikus geschmückt.

### Zerstörung, Wiederaufbau und Sanierung
Im Zweiten Weltkrieg erlitt die Kirche in den Jahren 1944–1945 Schäden. Sie wurde in den Nachkriegsjahren 1946–1947 unter der architektonischen Leitung von Fritz Pahlke durch Pioniere der Britischen Rheinarmee wieder aufgebaut.
Von 1991 bis 1995 wurde das Gebäude umfassend saniert. Leitende Architekten waren Viglas Schindel und Hans-Jürgen Kahle. Im Jahr 2013 mussten Fassade und Mauerwerk erneuert werden, in dem Zusammenhang ergänzte man auch die Beschriftung und Beleuchtung („Englische Kirche“) über dem Eingangsportal.

## Ausstattung
Der flachgedeckte Innenraum besitzt Emporen in Längsrichtung. Im Ostteil des Innenraums befindet sich in einer Altarnische, die durch ein Tonnengewölbe mit Kassettendecke vom restlichen Innenraum abgegrenzt ist, das Altarbild. Es ist eine Kopie der Sixtinischen Madonna. Das Altarbild wird seitlich ergänzt durch Schrifttafeln mit dem Glaubensbekenntnis (Creed), dem Vaterunser (Lord’s Prayer) und den zehn Geboten (Ten Commandments).
Eine Gedenktafel erinnert an den Besuch des britischen Thronfolgers und seiner Ehefrau im Jahre 1987.

## Orgel

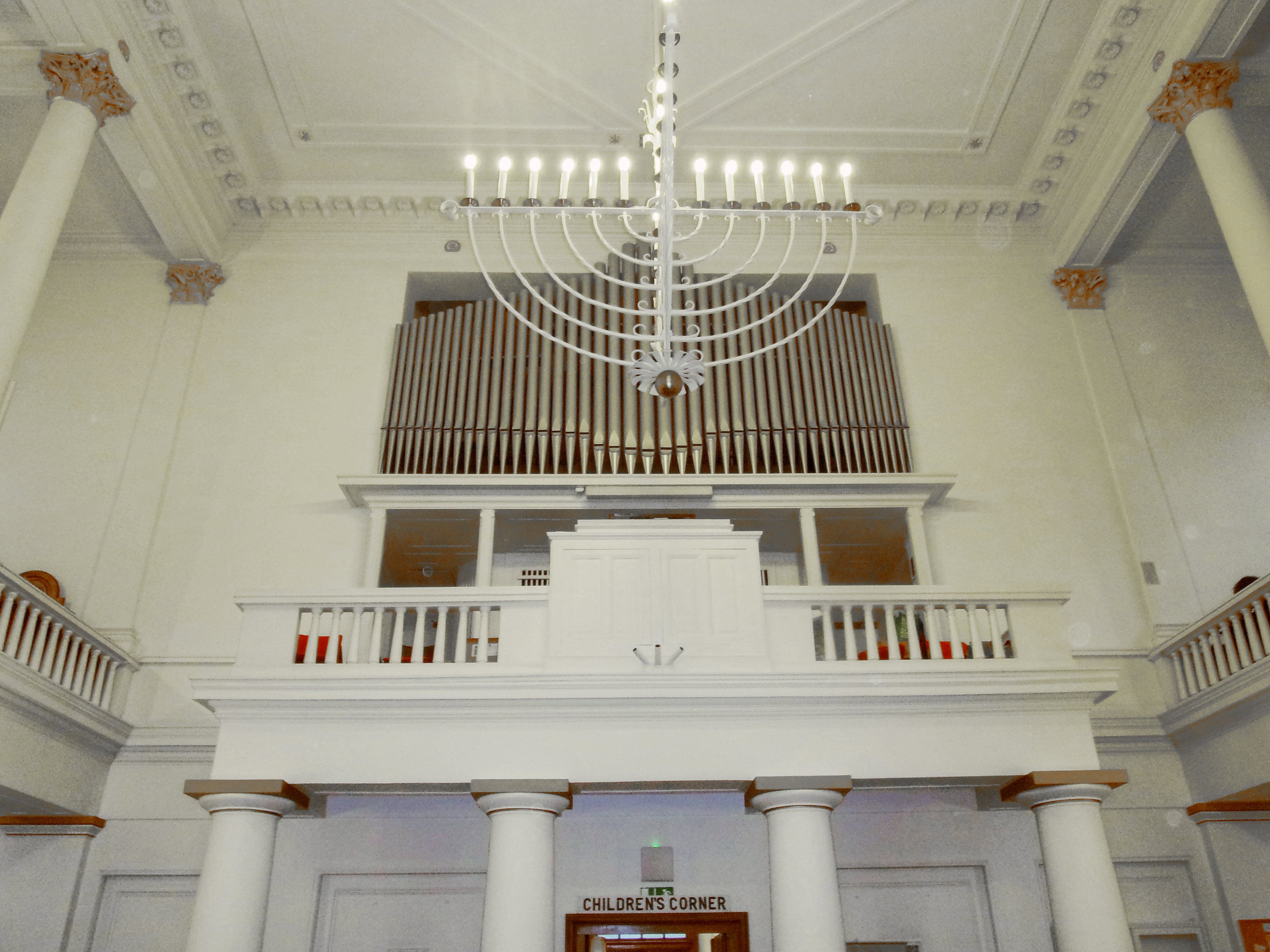
Orgelprospekt

Im Westteil ist die Orgel erhöht angebracht.

Sie stammt im Kern aus dem Jahr 1904 und ist ein Bau von Ernst Röver. Im Zuge des Wiederaufbaus der Kirche baute Paul Rother die Orgel 1947 um, 1997 restaurierte Heinz Hoffmann  das Instrument. Dabei elektrifizierte er die Traktur vollständig, vergrößerte den Tonumfang des Pedals und erweiterte das Schwellwerk um ein Register und den Tremulant.
Ihre Disposition lautet:
| I Hauptwerk C–g3 |             |       |
| 1.               | Bordun      | 16′   |
| 2.               | Prinzipal   | 8′    |
| 3.               | Dolce       | 8′    |
| 4.               | Gedackt     | 8′    |
| 5.               | Oktave      | 4′    |
| 6.               | Flöte       | 4′    |
| 7.               | Quinte      | 2 ⁄3′ |
| 8.               | Oktave      | 2′    |
| 9.               | Cornett III |       |
| 10.              | Trompete    | 8′    |

| II Schwellwerk C–g3 |                     |    |
| 11.                 | Geigenprinzipal     | 8′ |
| 12.                 | Flöte               | 8′ |
| 13.                 | Gedackt             | 8′ |
| 14.                 | Praestant           | 4′ |
| 15.                 | Rohrflöte           | 4′ |
| 16.                 | Spitzflöte          | 2′ |
| 17.                 | Scharff III         |    |
| 18.                 | Dulzian seit 1997   | 8′ |
|                     | Tremulant seit 1997 |    |

| Pedal C–f1 |            |     |
| 16.        | Subbaß     | 16′ |
| 17.        | Violon     | 16′ |
| 18.        | Bordun     | 8′  |
| 19.        | Choralbass | 4′  |
| 20.        | Posaune    | 16′ |

- Koppeln: II/I, I/P, II/P, Superoktavkoppel II/I
- Spielhilfen: 3 freie Kombinationen, Tutti, Zungeneinzelabsteller, Crescendowalze

## Die Gemeinde
Die Gemeinde hat 120 Mitglieder, hauptsächlich aus Afrika, den Bahamas, Indien, Kanada, den USA und dem Vereinigten Königreich. Die Kirche gehört zur Diözese in Europa der Church of England. Die für alle Christen offenen Gottesdienste sind englischsprachig nach anglikanischem Ritus und finden jeden Sonntag statt. Die Kirche und ihr Reverend werden nicht durch Kirchensteuer finanziert, sondern aus Spenden von Gemeindemitgliedern und Förderern.